# 新米雑役夫
『新米雑役夫』（しんまいぞうえきふ、The New Janitor）は、1914年公開の短編サイレント映画。キーストン社による製作で、主演・監督はチャールズ・チャップリン。1971年に映画研究家ウノ・アスプランドが制定したチャップリンのフィルモグラフィーの整理システムに基づけば、チャップリンの映画出演27作目にあたる。別邦題は『新米用務員』。

## あらすじ
チャーリーは、とある会社の新入り用務員。ある時、チャーリーはドジを踏んで窓の外にいた社長（ジェス・ダンディ）に対してバケツの水をぶっかける。一方、支配人（ジャック・ディロン）がギャンブルで使い込んだ分の補てんをするためオフィスの金庫にある金を持ち出そうする。それを秘書（ミンタ・ダーフィ）に目撃された支配人は秘書に暴行を加え気絶させるが、チャーリーが金庫室にやってきて首尾よく支配人の銃を奪う。チャーリーは支配人に拳銃を突きつけたかどで社長に咎められ警官に逮捕されるが、目が覚めた秘書が証言したことで真相が明らかになり支配人は逮捕され、チャーリーは社長に賞賛される（#外部リンク Internet Archive参照）。

## 評価
前作『両夫婦』からわずか17日後に公開された作品であるが、チャップリンの伝記を著した映画史家のデイヴィッド・ロビンソンは、チャップリンがこの17日の間に何らかの、しかし飛躍的な進歩を遂げているとする。大筋では喜劇であるものの、その中にはドラマありサスペンスありの感情的な要素であるとか、編集によって作品により強い力感を持たせている点、さらにはギャグの配置や小道具の使い方一つなど広範囲にわたって、総体的に成熟ぶりが増していると結論付けている。

## キャスト
- チャールズ・チャップリン - 陽気な男
- ジェス・ダンディ - 社長
- ジャック・ディロン - 悪知恵の働く支配人
- ミンタ・ダーフィ - 秘書
- アル・セント・ジョン（英語版） - エレベーターボーイ
- グレン・カーヴェンダー - ギャンブラー

ほか